# オオコノハドリ
オオコノハドリ (大木葉鳥、Chloropsis sonnerati) は、コノハドリ属に分類される鳥の一種。

## 分布
インドネシア（大スンダ列島）、シンガポール、タイ王国南西部、ブルネイ、マレーシア、ミャンマー南部

## 分類
以下の亜種の分類・分布は、IOC World Bird List(v 10.2)に従う。
Chloropsis sonnerati sonnerati Jardine & Selby, 1827
ジャワ島
Chloropsis sonnerati zosterops Vigors, 1830
ミャンマー南部からマレー半島・スマトラ島・ボルネオ島にかけて

## 生態
標高1,100メートル以下にある低地の常緑樹林などに生息するが、二次林や樹木の多い公園・プランテーションなどでみられることもある。

## 人間との関係
生息数の推移に関するデータがないが近年は市場での流通量が急増しており、ペット用の乱獲により生息数が激減していると考えられている。